# Esperança de vida
| + 80 77.5-80 75-77.5 72.5-75 70-72.5 67.5-70 65-67.5 | 60-65 55-60 50-55 45-50 40-45 - 40 no disponible |

Esperança de vida en anys segons el CIA World Factbook 2008. Es pot consultar el mapa del món de l'esperança de vida en WLE

L'esperança de vida correspon a la mitjana d'anys que encara resten per viure per a una persona que ha assolit una edat exacta, si en el temps que li resta de vida fos sotmesa a les condicions de mortalitat actuals (les probabilitats específiques de morir a cada edat). En el cas particular de l'esperança de vida a l'edat zero, o esperança de vida en néixer, representa la durada de vida mitjana d'una generació fictícia sotmesa a les condicions de mortalitat del període.
Per calcular l'esperança de vida dels que tenen k anys en l'any t, EVk(t), es fa la mitjana de l'edat de les persones mortes (amb k o més anys) en un any, és a dir:
{\displaystyle EV_{k}(t)=\sum _{j=k}^{\infty }p_{j}(t)\cdot j-k}
on {\displaystyle p_{j}(t)} és el tant per u de persones mortes a l'edat de j anys en l'any t respecte a les persones mortes amb k o més anys aquell any t.
Cal esmentar que és una mitjana, i no representa que cap persona no viurà més anys (o menys) dels que indica aquesta mitjana.

## Temes relacionats amb la Longevitat
- Restricció calòrica (Dejuni per higiene)
- El gen Sir2 anomenat "regulador silent d'informació 2"
- Resveratrol
- Espermidina

segons un informe de la conferència SENS-6 de Setembre de 2013, l'Espermidina incrementa la longevitat dels ratolins en un 10%, propicia la neteja de les cèl·lules per autofàgia, i imita la restricció calòrica.
- La reparació a l'ADN i l'envelliment